# Мірза Раджаб Алібег Сурур
Мірза Раджаб Алібег Сурур (*1782—1867) — індійський урдумовний письменник, представник Лакхнауської школи.

## Життєпис
Походив з мистецької родини. Народився у містечку Ікхну у 1782 році. Здобув гарну освіту: знався на музиці та поезії, вивчив арабську та перські мови. Замолоду перебрався до Лакхнау, двору набоба Ауда. Тут уперше почав писати прозу. Втім, родина Мірзи Раджаба викликала невдоволення набоба Сулейман Джаха й вимушена була залишити Лакхнау. З цього моменту починаються мандри Раджаба Алібега північною Індією. Лише у 1847 році зміг повернутися до Лакхнау на запрошення нового набоба Ваджіда Алі Шаха. Тут Мірза Раджаб служив при дворі володаря Ауда до 1857 року, коли переїздить до Варанасі (сучасний Бенарес) на прохання магараджи Нараян Сінґха. У Варанасі Мірза займався творчістю до самої смерті у 1867 році.

## Творчість
Головною темою творів Раджаб Алібега було кохання героїв й пов'язані з цим пригоди. Сурур формувався під впливом рафінованих смаків лакхнауських літературних кіл, що знайшло відображення в його головному творі — «Оповідь про дива» (1830—1840-ві роки) — опис любовних пригод принца Джан Алам. У нього автор наслідує структурі народного дастана. Написана ритмізованою прозою, в ній багато вишуканих оборотів, чимало віршів класиків перської літератури й літератури урду. Події відбуваються в Лакхнау та його околицях.
Книга Сурура, незважаючи на пишномовні мовні конструкції, наявність у ній надприродного, стала найважливішим етапом на шляху зближення літератури з життям, вона заклала в прозі урду основи для майбутнього реалістичного письма. Сурур зробив першу спробу використовувати мовну характеристику для окреслення героїв та обставин (ускладнення лексики при перенесенні дії в аристократичний лакхнауський двір і навпаки спрощення її при описі нижчої соціальної сфери). Автор порушив викладання дастану введенням великої кількості діалогів. Це було новаторством, тому що епічна художня культура на урду, як і вся мусульманська світська культура взагалі, в порівнянні з індуської, була більш монологічності.